# Jerónimo Maesso
Jerónimo Maesso (Úbeda, 27 de octubre de 1958) es un compositor y pianista español, autor de varios ballets y especializado como instrumentista en improvisación absoluta.

## Biografía

### Compositor y pianista
Jerónimo Maesso trabajó durante diez años para el Víctor Ullate Ballet y ocho para la Compañía Nacional de Danza bajo la dirección de Nacho Duato, participando a la vez en disciplinas musicales como creador e intérprete, desde música académica hasta jazz y componiendo e interpretando diversas obras para cine, televisión, radio, publicidad, música sinfónica, espectáculos, música de cámara y ballet.
En 1988 compuso Arraigo para Víctor Ullate, obra que veinticuatro años después de su estreno, aún se mantenía en el repertorio de la compañía del director aragonés. En 1992 escribió Bestiario para Oscar Aráiz, cuyos papeles protagonistas interpretaron Julio Bocca y Eleonora Cassano en el Teatro de la Zarzuela de Madrid. En ese mismo año estrenó Mediterrania con Nacho Duato en este mismo teatro y, posteriormente, en 1996, participó en la creación del espectáculo Flamenco!!! del coreógrafo Ricardo Franco, en el Festival Viena 96. Al año siguiente creó para el Nuevo Ballet Español la partitura de Sangre, con coreografía de Carlos Rodríguez y Miguel Ángel Rojas.
En la edición de 1999 de Arco expuso la versión inicial de una forma nueva de música que él mismo llamó «polimúsica» y que consistía en la superposición de hasta tres formas de música diferentes en estilos, cronologías y texturas. Cada música servía individualmente, sonorizando a su vez y una a una hasta tres proyecciones distintas de imágenes que trataban respectivamente sobre el espíritu, el cuerpo y la mente. Sobre la polimúsica, se basa su primer proyecto dramático-musical llamado Throuhg; una ópera que se desarrolla a partir de tres músicas diferentes, interpretadas por tres agrupaciones musicales ajenas entre sí —además de los cantantes solistas— como son una formación de orquesta sinfónica y coro, un grupo étnico y un conjunto de diferentes sistemas informáticos.
Estrenó su concierto El arte de la improvisación, en el cual él mismo crea diferentes improvisaciones al piano con la constante participación del público, en diciembre de 2011 en el Palacio de Congresos de Madrid ante 1750 personas. Este concierto ha ido pasando ya por algunos de los escenarios españoles más importantes como son los del Festival de Música y Danza Ciudad de Úbeda, en mayo de 2013; Festival de Música de Granada, en mayo de 2017 y Teatro Real de Madrid, en septiembre de 2017.
El concierto-espectáculo El arte de la improvisación de Jerónimo Maesso se basa en un concepto personal de este compositor y pianista, sobre diferentes modos de improvisación musical, a partir de técnicas tanto creativas como instrumentales creadas por él mismo, en plena convivencia con la mayoría de estilos musicales, tantos académicos como populares. Todo lo cual, convierte este evento en un concierto-espectáculo único, absolutamente original y de una autenticidad demoledora. En El arte de la improvisación se despliega sin cortapisas la creatividad como forma e instrumento de expresión, la pasión directamente por hacer música y, por supuesto, la sensibilidad, el azar, la expresividad, la libertad absoluta y la necesidad de comunicación y percepción del arte. Elementos estos sobre los que emanan diferentes momentos musicales que nunca más serán interpretados. Un puñado de pequeñas obras de arte, efímeras, fortuitas e irrepetibles.
El 28 de marzo de 2014 estrenó en el Teatro Calderón de Valladolid, y por encargo de Ángel Corella, la banda sonora del ballet D'Casta que el genial bailarín madrileño, solista principal del Ballet Americano de Nueva York, ha coreografiado y bailado él mismo.
En 2018 nos descubrió una nueva forma de improvisación en público, mezclando su personal forma de creación in situ con la de la pintora y fotógrafa Bárbara Allende (Ouka Leele), generando juntos diversas y muy exitosas sesiones de improvisación musical y plástica.
Y en 2019 ha vuelto a componer para ballet, esta vez un poco más a lo grande si cabe, creando la banda sonora del ballet Pass de garçons para el English Ballet School, que dirige Tamara Rojo, con coreografía de Carlos Valcárcel.
En septiembre de 2021 ha estrenado en la ciudad de Úbeda un concierto dedicado a Joaquín Sabina, llamado "ImproviSabinando" en el cual creaba con enorme éxito y acierto diferentes, improvisaciones sobre piezas del cantautor ubetense.
Y apenas unos días después estrenaba en el Auditorio del Hospital de Santiago de esta misma ciudad, el ballet "Úbeda, de verde y plata", con coreografía del bailarín Javier Arozena, interpretando él mismo y en directo la parte de piano.

### Televisión y Radio
En la actualidad, interviene cada sábado y domingo en el programa de la Cadena SER, A vivir que son dos días, presentado por Javier del Pino, creando mediante improvisación al piano la música incidental del espacio No me lo digas!.